# Robin Hood and His Merry Men
Pour les articles homonymes, voir Robin Hood.
Pour plus de détails, voir Fiche technique et Distribution.
Robin Hood and His Merry Men (« Robin des Bois et ses Joyeux Compagnons ») est un film britannique réalisé par Percy Stow, sorti en 1908.
Ce film muet en noir et blanc est le premier à mettre en scène le héros légendaire Robin des Bois.

## Fiche technique
- Titre original : Robin Hood and His Merry Men
- Réalisation : Percy Stow
- Scénario : Langford Reed
- Société de production : Clarendon Film Company (en)
- Société de distribution : Clarendon Film Company
- Pays d'origine :  Royaume-Uni
- Langue : anglais
- Format : Noir et blanc – 1,33:1 – 35 mm – Muet
- Genre : film historique
- Longueur de pellicule : 151 m
- Année : 1908
- Dates de sortie :
  -  Royaume-Uni : juillet 1908
  -  États-Unis : avril 1909